# 窗格笔螺
窗格笔螺（学名：Pterygia fenestrata），是新腹足目笔螺科芋笔螺属的一种。主要分布于印度尼西亚、台湾，常栖息在浅海。